# 阿尔克河畔博讷瓦勒
阿尔克河畔博讷瓦勒（法語：Bonneval-sur-Arc，法語發音：[bɔnval syʁ aʁk]）是法国萨瓦省的一个市镇，属于圣让德莫里耶讷区。

## 地理
阿尔克河畔博讷瓦勒（45°22'16"N, 7°2'47"E）面积82.72 平方千米，位于法国奥弗涅-罗讷-阿尔卑斯大区萨瓦省，该省份为法国东部省份，历史上为薩伏依的一部分，北起上萨瓦省，西接伊泽尔省和安省，南部和东部与上阿尔卑斯省和意大利接壤。
与阿尔克河畔博讷瓦勒接壤的市镇（或旧市镇、城区）包括：巴尔梅、切雷索莱雷阿莱、格罗斯卡瓦洛、瓦勒迪泽尔。

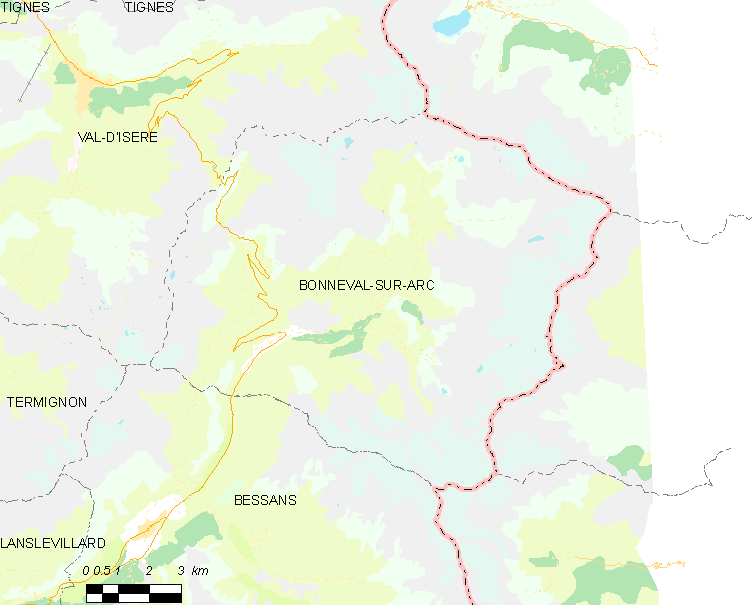
阿尔克河畔博讷瓦勒的OSM定位图

阿尔克河畔博讷瓦勒的时区为UTC+01:00、UTC+02:00（夏令时）。

## 行政
阿尔克河畔博讷瓦勒的邮政编码为73480，INSEE市镇编码为73047。

## 政治
阿尔克河畔博讷瓦勒所属的省级选区为莫达讷县。

## 人口

1962-2008年间阿尔克河畔博讷瓦勒人口变化图示

阿尔克河畔博讷瓦勒于2022年1月1日时的人口数量为270人。